# Alexandra Ledermann
Alexandra Ledermann (n. 14 mai 1969, Évreux, Haute-Normandie, Franța) este o sportivă ce a reprezentat Franța, medaliată olimpică. A participat la 2 ediții ale Jocurilor Olimpice (1996, 2000) în care a câștigat o medalie de bronz.